# Chadaloh I. (Alaholfinger)
Chadaloh I. (auch Kadaloch, Kadolach, Cadolah, Cadolach, Chadolah, Chadalhoh, Chadolt, latinisiert Cadalaus) († 31. Oktober 819) war der älteste Sohn des Baargrafen Perahthold II. (auch Peratolt, Perttolt, Berthold) aus dem Geschlecht der Ahalolfinger und seiner Gemahlin Gersinda. Er folgte wohl seinem Vater als Graf in der Baar (oder Teilen derselben), ehe er von Kaiser Ludwig dem Frommen zunächst nach Dalmatia versetzt wurde und dann die Markgrafschaft Friaul erhielt.  Sein Sohn Berthold III. war ab 820 Graf in der Baar, ein weiterer Sohn war Chadaloh II.
Chadaloh I. schenkte zusammen mit seinem Bruder Wago am 23. Oktober 805 in Zell bei Riedlingen Güter (darunter Erbstetten) in der Ostbaar dem Kloster St. Gallen. „Die beiden Brüder behielten sich jedoch - gegen jährlichen Zins - ein Nießbrauchsrecht sowie gegenseitig - beim Tod des jeweils anderen - ein Rückkaufrecht vor. Nur für den Fall, dass beide ohne Erben stürben, sollte also der aufgeführte Besitz an das Kloster fallen.“ 817 machte er dem Kloster noch einmal Schenkungen.
Im Jahre 816 ist Chadaloh I. als kaiserlicher Gesandter in Dalmatien bekundet, das seit 806 vorübergehend unter fränkische Herrschaft gekommen war.  817, wohl nach dem Tod des Langobarden Aio von Friaul, ernannte ihn Ludwig der Fromme zum Markgrafen und Präfekten der Mark Friaul, die unter Karl dem Großen 774 zu einer Mark des Frankenreichs geworden war und seit 776 durch vom Kaiser eingesetzte Markgrafen zumeist fränkischer, alemannischer oder burgundischer Herkunft verwaltet wurde.  Der Chronist Einhard bezeichnet ihn 818 als Cadolaum comitem et marcæ Foroiuliensis præfectum und nennt ihn 819, nach seinem Tod, dux Foroiuliensis.
Wie andere Grafen und Markgrafen auch, verselbständigte sich Chadaloh während der Amtszeit des schwachen Kaisers Ludwig immer mehr und mischte sich intensiv in die inneren Angelegenheiten der von ihren eigenen Stammesfürsten regierten Bevölkerung von Pannonien und Karantanien ein, wobei er zunehmend brutalere Methoden anwandte. Dagegen beschwerte sich bereits im Jahre 818 der slawische Fürst Ljudevit von Posavina bei Ludwig dem Frommen.  Da diese Klage vergeblich war, erhob sich Ljudevit 819 mit den Posaviern zum Aufstand, dem sich auch Teile der Karantanen und der Timotschaner (Timočani) anschlossen.  Chadaloh unternahm im Juli 819 einen erfolglosen Feldzug gegen Ljudevit, bei dem ihn der Fürst (Knjas) Borna von Dalmatien und Liburnien unterstützte.  Er starb am 31. Oktober 819 an einem sich bei diesem Feldzug geholten Fieber.  Sein Nachfolger als Markgraf von Friaul wurde Balderich von Friaul.
→ siehe auch: Stammliste der Ahalolfinger